# Tobias Schüfer
Tobias Schüfer (* 1967 in Eisenach) ist ein deutscher evangelischer Theologe und Propst. Seit dem 1. Januar 2022 ist er einer von zwei Regionalbischöfen des Bischofssprengels Erfurt der Evangelischen Kirche in Mitteldeutschland (EKM).

## Leben
Tobias Schüfer wurde 1967 im westthüringischen Eisenach geboren. Er engagierte sich in der Jungen Gemeinde, legte das Abitur ab und leistete den Dienst als Bausoldat. Anschließend studierte er evangelische Theologie in Halle (Saale), Tübingen und Jena. Nach dem erfolgreichen Abschluss des Studiums führte ihn eine Vikariatsstelle in die Kirchengemeinde Arnstadt. Von 2001 bis 2008 war Schüfer Pfarrer in Urnshausen in der Rhön. Gleichzeitig bekleidete er die Stelle des Kreisjugendpfarrers. Ab 2008 war er Regionaler Studienleiter für die Vikarsausbildung der EKM und der Landeskirche Anhalts. Des Weiteren war er Mitglied im Verwaltungsrat der Evangelischen Akademie im Zinzendorfhaus in Neudietendorf. Er engagierte sich zudem als Sprecher von Radioandachten für den MDR Thüringen. 
Im November 2019 wurde Schüfer von der Landessynode der EKM zum Propst (Regionalbischof) des Propstsprengels Meiningen-Suhl gewählt. Am 28. Juni 2020 wurde er in einem festlichen Gottesdienst in der Stadtkirche Meiningen von Landesbischof Friedrich Kramer in sein Amt eingeführt. Seit der Auflösung des Propstsprengels zum 1. Januar 2022 ist er im Team mit Regionalbischöfin Friederike Spengler Regionalbischof im Bischofssprengel Erfurt.
Tobias Schüfer ist verheiratet und hat zwei Söhne.